# 托伊費爾斯克魯格湖
53°22′51″N 12°55′49″E / 53.38083°N 12.93028°E
托伊費爾斯克魯格湖（德語：Teufelskrug），是德國的湖泊，位於該國東北部梅克倫堡-前波美拉尼亞州，由梅克倫堡湖區郡負責管轄，長1.8公里、寬1.8公里，面積0.03平方公里，海拔高度61米，湖岸線長度0.6公里。